# Diosdado Peralta

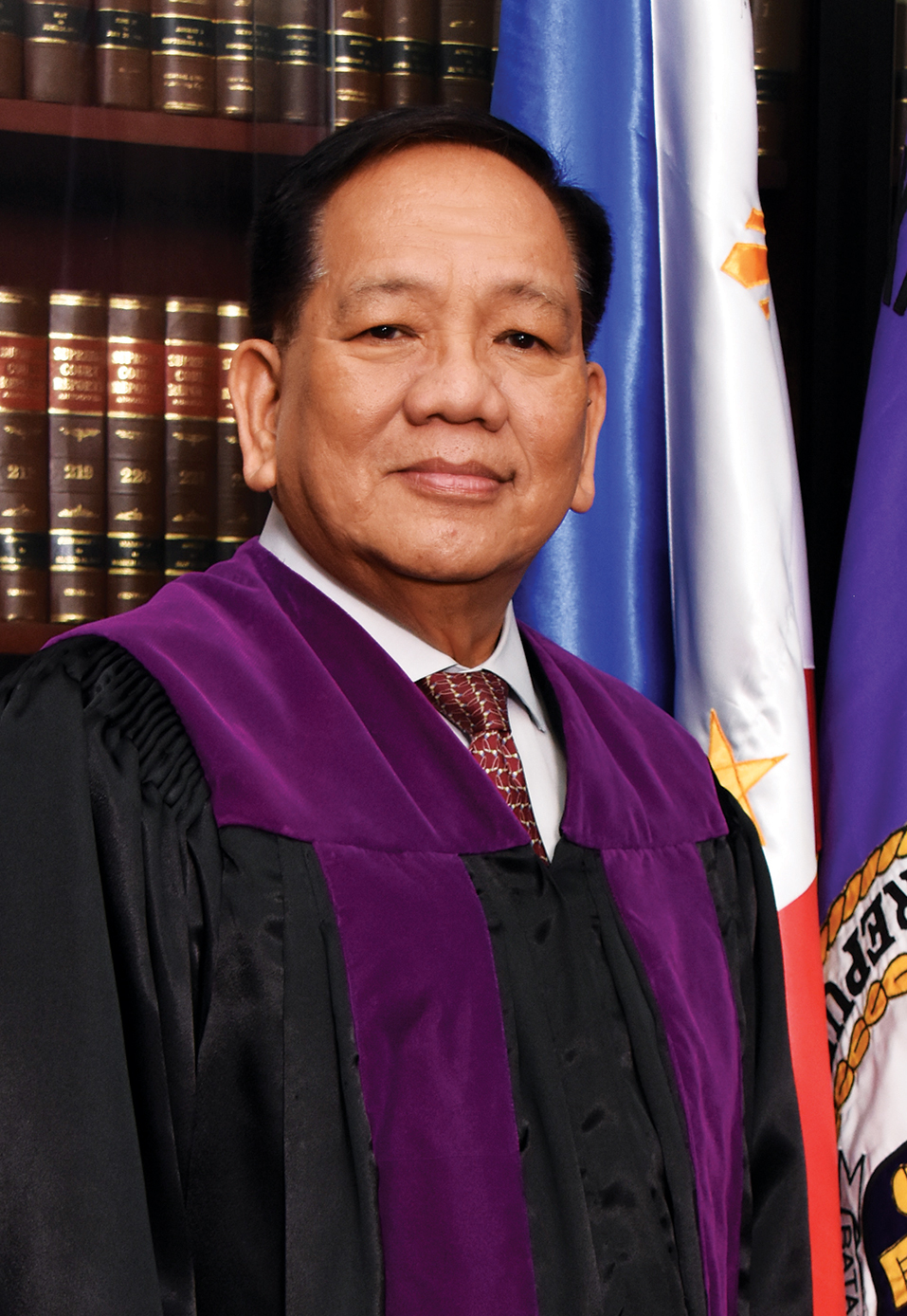
Diosdado Peralta

Diosdado Peralta (Laoag, 27 maart 1952) is Filipijns rechter. Peralta werd op 23 oktober 2019 benoemd tot opperrechter van het Hooggerechtshof van de Filipijnen. Daarvoor was hij reeds sinds 2009 rechter  aan het hooggerechtshof. Voor zijn benoeming in de hoogste rechtbank van het land was Peralta de opperrechter van het Sandiganbayan, de speciale rechtbank voor corruptiezaken.

## Biografie
Peralta werd geboren in Laoag als zoon van Elviro Lazo Peralta, voormalig rechter in Manilla en Catalina Madarang Peralta, een voormalig lerares. Peralta behaalde in 1979 zijn Bachelor-diploma rechten aan de University of Santo Tomas. Na het behalen van zijn diploma werkte hij enige tijd in de commerciële sector, voordat hij assistent-aanklager werd in Laoag. In 1994 werd Peralta benoemd tot rechter van een lokale rechtbank in Quezon City. In 2002 volgde een benoeming tot rechter in de Sandiganbayan. In maart 2008 werd hij de opperrechter van deze rechtbank.
Op 23 januari 2009 werd Peralta door president Gloria Macapacal-Arroyo benoemd tot rechter in het Filipijns hooggerechtshof. Tien jaar later,  Ruim tien jaar later werd hij door Rodrigo Duterte benoemd tot opperrechter van het hooggerechtshof.
Peralta is getrouwd met Fernanda Lampas-Peralta, een rechter aan het Hof van Beroep. Samen hebben ze vier kinderen gekregen.